# Donald (8e comte de Mar)
Pour les articles homonymes, voir Donald.
Donald II de Mar (vers 1293 - 11 août 1332), 8e comte de Mar de 1305 à sa mort, est un noble écossais. Il est brièvement régent du royaume d'Écosse en 1332.

## Origine
Donald est le fils de Gartnait, 7e comte de Mar, qui meurt en 1305 alors que son héritier est encore un enfant. Bien qu'il soit généralement considéré que la mère de Donald est Christina Bruce, la sœur du futur roi Robert Bruce, il se peut qu'il s'agisse d'une autre sœur aînée de Bruce, dont le nom est inconnu. Quand Robert Bruce, encore comte de Carrick, se soumet au roi Édouard Ier d'Angleterre en 1302, les conditions de sa soumission incluent qu'il confie au roi d'Angleterre le tutorat et le droit d'organiser le mariage du jeune Donald, qui est par deux fois son neveu : comme fils de sa sœur et du frère de son épouse, Robert Bruce étant marié avec Isabelle, sœur de Gartnait de Mar.
On peut supposer que le jeune Donald, qui a succédé à son père en tant que 8e comte de Mar en 1305, a assisté au couronnement de son oncle Robert Bruce comme roi d'Écosse le 25 mars 1306. Le jeune garçon, comme la famille royale écossaise, est capturé par les Anglais peu après sans doute au château de Kildrummy, la place forte de son comté prise par Édouard Ier en septembre 1306. Il est envoyé au château de Bristol où, du fait de son jeune âge, on lui épargne d'être incarcéré. Il est élevé dans la maison royale où il sert de page à l’héritier du trône d'Angleterre Édouard de Caernarfon, à qui il reste ensuite étroitement attaché.

## En Angleterre
En 1314, à la suite de la défaite anglaise lors de la bataille de Bannockburn, le comte Donald, comme de nombreux autres prisonniers écossais, est libéré. Arrivé à Newcastle, il change d'avis et décide de rester dans le pays de son enfance, plutôt que de revenir dans celui de sa naissance. Cette décision a une incidence importante dans le règlement de la succession au trône d'Écosse. La Maison de Bruce réclame en effet le trône d'Écosse du fait de son proche degré de parenté avec David de Huntingdon, comme descendants de sa seconde fille Isabelle. Si Donald est bien le descendant d'une sœur ainée d'une du roi Robert Ier, il a alors un droit héréditaire supérieur à celui de la fille de Robert, Marjorie ou de son frère Édouard Bruce. En l'absence de son neveu, le roi Robert Ier, qui en 1315 n'a pas de descendant mâle, désigne comme héritier du trône son frère cadet Édouard Bruce. Si Édouard Bruce vient à décéder, Robert Ier doit être remplacé par les descendants de sa fille Marjorie, qui a épousé Walter Stewart.
Ayant décidé de rester en Angleterre, le comte Donald n'est pas soupçonnable de liens avec les rebelles écossais et bénéficie des faveurs royales : il reçoit des donations d'Édouard II d'Angleterre. En 1321, il envisage de se rendre en pèlerinage à Saint-Jacques-de-Compostelle quand débute la rébellion des barons anglais contre le roi Édouard II. Il combat bien entendu à ses côtés contre les rebelles lors de la bataille de Boroughbridge le 16 mars 1322, et il est présent le 14 octobre suivant, lorsque les Écossais défont l'armée anglaise au cours de la bataille d'Old Byland. La loyauté de Donald envers Édouard II est récompensée par la charge de connétable du château de Bristol en 1326. Donald de Mar demeure en Angleterre jusqu'en novembre 1326, date à laquelle Édouard II est renversé par son épouse Isabelle.

## Retour en Écosse
Le roi Robert Ier réserve un bon accueil à son neveu et le restaure dans son comté de Mar. Il lui donne même le commandement d'un des bataillons écossais lors de l'invasion de l'Angleterre connue sous le nom de campagne de Weardale en août 1327, qui vise à rétablir sur le trône d'Angleterre Édouard II, déposé en janvier de la même année par son épouse Isabelle en faveur de leur fils aîné Édouard III. L'invasion écossaise prend fin lorsque la mort d'Édouard II est annoncée peu après le 21 septembre.
Le comte Donald est en Écosse lorsque meurt le roi Robert Ier en 1329. Sa proximité avec la famille royale détermine le fait qu'il soit choisi le 2 août 1332 comme Gardien de l'Écosse pour le compte de son jeune cousin David II Bruce comme successeur de Thomas Randolph, 1er comte de Moray, malgré les soupçons de collusion avec Édouard Balliol émis par Robert Bruce de Liddesdale, un fils illégitime de Robert Ier. Au cours de l'été 1332, Édouard Balliol, à la tête d'une armée, débarque en Écosse et envahit le royaume. Robert Bruce choisit ce moment pour accuser ouvertement de trahison le comte de Mar. Donald de Mar veut prouver son patriotisme et proclame qu'il sera le premier à combattre les envahisseurs. Cette décision engendre une attaque mal préparée qui se termine par une lourde défaite écossaise le 11 août lors la bataille de Dupplin Moor, où périssent ensemble le nouveau régent, son accusateur Robert Bruce de Liddesdale et plusieurs nobles écossais.

## Union et postérité
Le comte Donald épouse Isabelle Stewart, fille supposée de Sir Alexander Stewart de Bonkill, dont:
- Thomas, 9e comte de Mar (vers 1330 † 1377).